# Future House Music
Future House Music is een Nederlands online platform en platenlabel.
In juli 2014 werd FHM opgericht als online platform door Aart van den Dool en Gino van Eijk. In 2016 werd een gelijknamig platenlabel opgericht. Het label organiseert ook met enige regelmaat evenementen in binnen- en buitenland. In hetzelfde jaar verzorgde ze de invulling van een eigen podium op het We Are Electric festival in Liempde.

## Artiesten
- Brooks
- Dastic
- Mike Williams
- Mr. Belt & Wezol[5]
- Tommy Jayden
- Tom Budin